# Kameraden
Kameraden är en tysk tidskrift för unga soldater, som utges av Kameradenwerke. Tidskriften utkommer tio gånger per år.